# Evgenija Florianovna Zavadskaja
Evgenija Florianovna Zavadskaja, in russo Евгения Флориановна Завадская? (Chmelevoe, 1852 – Ginevra, 18 agosto 1883), è stata una rivoluzionaria russa.

## Biografia
Diplomata al ginnasio di Voronež, nel 1872 andò in Svizzera per frequentare i corsi di medicina nell'Università di Zurigo ed entrò a far parte del circolo populista Fricej, formato da giovani russe. Nel 1873, dopo il decreto del governo russo che richiamava in patria le studentesse emigrate a Zurigo, per qualche mese visse a Parigi.
Tornata in Russia, organizzò a Chmelevoe una scuola rurale e nel 1874, su invito di Sof'ja Subbotina, andò a insegnare nella scuola del villaggio di Belomestnoe, in provincia di Kursk, svolgendo tra i contadini un'attiva propaganda anti-zarista. Sfuggita in un primo tempo all'arresto, fu poi incarcerata a Voronež. Rilasciata dopo otto mesi, si trasferì a San Pietroburgo, diplomandosi in ostetricia. Nella capitale fu ancora arrestata nel 1877 con l'accusa di appartenenza ad associazione sovversiva: imputata nel processo dei 193, nel gennaio del 1878 venne assolta.
Riprese con Anna Jakimova e Olimpiada Kutuzova a svolgere propaganda rivoluzionaria tra i contadini delle province di Tver', Jaroslavl' e Nižnij Novgorod finché fu arrestata nel luglio del 1878 e confinata sotto sorveglianza a Sol'vyčegodsk. Qui sposò nel 1879 un altro deportato, Andrej Franžoli, con il quale nel febbraio del 1880 fuggì a Mosca e poi raggiunsero San Pietroburgo, entrando a far parte di Narodnaja Volja.
Vissero clandestinamente in un appartamento nel quale custodivano esplosivi in preparazione dell'attentato che il 13 marzo 1881 costò la vita allo zar Alessandro II. Dopo l'attentato vissero per qualche tempo nella regione del Caucaso, poi in autunno si stabilirono a Mosca, organizzando una tipografia ed entrando in rapporto con la Fraternità cristiana, una setta di cristiani dissidenti e avversari dello zarismo, dei quali stamparono alcuni opuscoli.
Nel 1882 sfuggirono all'arresto rifugiandosi a Saratov e da qui a Char'kov. Essendo Franžoli gravemente malato di tisi, decisero di espatriare clandestinamente e nel maggio del 1883 si stabilirono a Ginevra. Qui Evgenija Zavadskaja assistette il marito fino alla morte, avvenuta il 18 agosto 1883: quel giorno stesso Evgenija si suicidò con una overdose di oppio.